# Millenium (obelisco)
El obelisco Millenium es un monumento con forma de obelisco situado en el paseo Marítimo de La Coruña (Galicia, España). Se levantó para conmemorar el inicio del siglo XXI y tiene como referentes la Torre de Hércules y el obelisco de los Cantones. Tiene 46 metros de altura y está hecho en acero (2 toneladas) y 147 cristales de roca traídos desde Países Bajos. Fue inaugurado el 1 de enero de 2001.
En los 13 primeros metros se cuenta la historia de los principales acontecimientos y personajes de La Coruña, tallados en los cristales.
De noche el obelisco Millenium se ilumina mediante 142 focos de luz (53.100 vatios). El 1 de enero de 2001 se encendió por primera vez en 12 tramos.